# Односи Србије и Чешке
Односи Србије и Чешке су инострани односи Републике Србије и Чешке Републике.

## Историја односа

### Први светски рат
Током Првог светског рата чешке земље биле су у саставу Аустроугарске. Чеси су тако регрутовани у састав аустроугарске војске. Међутим, нарочито на руском и балканском фронту, војници су често прелазили на страну савезника (нпр. у Церској бици - Спомен-костурница на Церу). Под руководством Националног савета Чехословачке и будућег председника Чехословачке Томаша Гарика Масарика формиране су Чехословачке легије, које су се бориле против централних сила. Више од 90.000 чешких и словачких добровољаца тако се у Русији, Француској и Италији борило за ослобођење чешких и словачких земаља.
Србија и Чешка имају богату историју преко чешких архитекти који стварају у Србији и касније Југославији, као и грађана Србије који су студирали у Чешкој, попут Момира Коруновића.

### Односи Југославије и Чехословачке
Краљевина СХС и Чехословачка Република су 14. августа 1920. у Београду потписали уговор о одбрамбеном савезу.
Током 74 године историје заједничког постојања велики број студената из Југославије студирао је у Чехословачкој, махом на универзитетима у Прагу.
Чешки дом у улици Светозара Марковића 79 у Београду, подигли су београдски Чеси 1928. године.

### Односи СР Југославије и Чешке
Чешка је постала део НАТО пакта 12. марта 1999. заједно са Пољском и Мађарском у првом проширењу чланства НАТО пакта од пада комунизма (24. марта је почело бомбардовање СРЈ).
Чешка је постала део ЕУ 2004.

## Билатерални односи
Званични дипломатски односи су успостављени 1918. године.

### Косово
Чешка република је признала једнострано проглашење независности Косова.
Чешки председници Вацлав Клаус (2003-2013) и Милош Земан (од 2013) су јавно против независности Косова са ставом да неће допустити да Чешка шаље свог амбасадора у Приштину (Чешка у Приштини има отправника послова).
Чешка је гласала за пријем Косова у УНЕСКО 2015.
Министар спољних послова Србије, Ивица Даџић, деветнаестог децембра 2022. изјавио је да Чешка све док је председавајућа у ЕУ, неће стављати у процедуру захтев Косова за чланство у ЕУ, већ ће само о пријему захтева обавестити чланице.

### Посете
Међусобне посете шефова држава, председника влада и парламента (од 2010. године).
- Председник Представничког дома Парламента Чешке Републике Радек Вондрачек (чеш. Radek Vondráček)је посетио Републику Србију крајем 2019.
- Председник Р. Србије Александар Вучић учествовао је крајем 2019. на самиту земаља Вишеградске четворке у замку Лани у истоименом месту у Чешкој.
- Председница Владе Р. Србије Ана Брнабић посетила је Чешку крајем 2019.
- Председник Чешке Милош Земан боравио је у званичној посети Србији крајем 2019.
- Председница Владе Р. Србије Ана Брнабић посетила је Чешку 10. децембра 2018.[7]
- Председник Р. Србије Томислав Николић је посетио Чешку Републику 29. и 30. новембра 2016. године.[7]
- Председник Представничког дома Парламента Чешке Републике Јан Хамачек је посетио Републику Србију 23. и 24. новембра 2016. године.[8]
- Председник Владе Чешке Бохуслав Соботка посетио је Србију 1. и 2. септембра 2015.
- Председник Чешке Милош Земан боравио је у званичној посети Србији од 1. до 3. априла 2014.
- Председник Владе Србије Александар Вучић посетио је Чешку 30. и 31. октобра 2014.
- Председник НС РС Маја Гојковић посетила је Чешку 7. и 8. октобра 2014.
- Председник Владе Чешке Петр Нечас је боравио у званичној посети Србији 17. децембра 2012.
- Председник Чешке Вацлав Клаус посетио је Србију јануара 2011.
- Председник Р. Србије Борис Тадић посетио је Чешку Републику 29. августа 2011.
- Председник Владе Р. Србије Мирко Цветковић посетио је Чешку Републику 15. и 16. новембра 2010.[5]
- Председмол Чешке посетио је Београк крајем јануара 2023.[9]
- Премијер Чешке Петра Фијалу посетио је Београд 6. новембра 2024.[10]

### Економски односи
- У 2020. години робна размена износила је преко 1,30 милијарде долара , од чега је извоз Србије износио 728,1 милион УСД, док је увоз био 603,2 милиона.
- У 2019. укупна робна размена је вредела 1,32 милијарду УСД. Извоз из наше земље био је 652 милиона, а увоз 675 мил. долара.
- У 2018. години размењено је укупно роба вредних 1,23 милјарде долара. Из РС извоз је износио 578 милиона, а увоз 652 мил. УСД.
- У 2012. робна размена износила је збирно 558 милиона УСД. Од тога, извоз Србије био је 170 милиона, док је увоз био 388 мил. долара.
- У 2007. години размењено је укупно роба вредних 427 милиона долара. Извоз из наше земље изосио је 119 милиона, а увоз 308 мил. УСД.[11][12]

### Дипломатски представници

#### У Београду

##### Дипломатски представници Чешке Републике у Београду
- Томаш Кухта (Tomaš Kuchta), амбасадор, 2018. -
- Ивана Хлавсова (Ivana Hlavsová), амбасадор, 2014. - 2018.
- Хана Хубачкова (Hana Hubáčková), амбасадор, 2008. - 2013.
- Иван Јестраб (Ivan Jestřáb), амбасадор, 2004. - 2008.
- Јудита Штјоурачова (Judita Šťouračová) 2000. - 2004.
- Иван Бушњак (Ivan Bušniak), 1995. - 2000.
- Јозеф Хејсек (Josef Hejsek),  vršilac dužnosti, 1993. - 1995.

##### Дипломатски представници Чехословачке у Београду, после Другог светског рата
- Фрањтишек Липка (František Lipka), амбасадор, 1990. - 1993.
- Јан Хусак (Ján Husák),  амбасадор, 1986. - 1990.
- Бохумил Шимачек (Bohumil Šimaček),амбасадор, 1982. - 1986.
- Олдржих Павловски (Oldřich Pavlovský), амбасадор, 1975. - 1982.
- Јозеф Налепка (Jozef Nálepka), амбасадор, 1969. - 1975.
- Ото Кличка (Otto Klička), амбасадор, 1968. - 1969.
- Ладислав Симович (Ladislav Šimovič),амбасадор, 1966. - 1968.
- Антоњин Кроужил (Antonín Kroužil), амбасадор, 1962. - 1966.
- Бедрђих Швестка (Bedřich Švestka), амбасадор, 1960. - 1962.
- Вилем Питхарт (Vilém Pithart), амбасадор, 1954. - 1960.
- Јиржи Тауфер (Jiří Taufer), амбасадор, 1948. - 1954.
- Јозеф Корбел (Josef Korbel), амбасадор, 1945. - 1948.

##### Дипломатски представник Чехословачке код југословенске владе у егзилу
- Јарослав Липа (Jaroslav Lípa), посланик, 1941. - 1945.

##### Дипломатски представниви Чехословачке у Београду, пре Другог светског рата
- Јарослав Липа (Jaroslav Lípa), изасланик, 1938. - 1939.
- Вацлав Гирза (Václav Girsa), 1935. - 1938.
- Павел Велнер (Pavel Wellner), 1933. - 1935.
- Роберт Флидер (Robert Flieder), 1930. - 1933.
- Јан Шеба (Jan Šeba), посланик, 1923. - 1930.
- Антонин Калина (Antonín Kalina), изасланик, 1919. - 1923.

#### У Прагу

##### Дипломатски представници Србије у Прагу
- Берислав Векић, амбасадор, 2021. -
- Вера Маврић, амбасадор, 2014. - 2020.
- Маја Митровић, амбасадор, 2010. - 2013.
- Владимир Вереш, амбасадор, 2006. - 2010.

##### Дипломатски представници СРЈ и СЦГ у Прагу
- Александар Илић, амбасадор, 2001. - 2005. (Амбасадор СР Југославије и Србије и Црне Горе)
- Ђоко Стојичић, амбасадор, 1994. - 2001.

##### Дипломатски представници СФРЈ у Прагу
- Станислав Стојановић, амбасадор, 1989. -
- Душан Родић, амбасадор, 1985. - 1989.
- Трајко Липковски, амбасадор, 1982. - 1985.
- Мишо Влаховић, 1978. - 1982.
- Милан Венишник, амбасадор, 1974. - 1978.
- Љубо Бабић, амбасадор, 1969. - 1974.
- Трпе Јаковлевски, амбасадор, 1965. - 1969.
- Никола Вујановић, амбасадор, 1961. - 1965.
- Јакша Петрић, амбасадор, 1958. - 1961.
- Марко Никезић, амбасадор, 1956. - 1958.
- Иво Вејвода, амбасадор, 1955. - 1956.
- Маријан Стилиновић, амбасадор, 1948. - 1954.
- Дарко Чернеј, амбасадор, 1945. - 1948.

##### Дипломатски представник Краљевине Југославије код чехословачке владе у егзилу
- Вечеслав Вилдер, посланик

##### Дипломатски представници Краљевине Југославије у Прагу
- Мита Димитријевић, посланик
- Василије Протић, посланик, 1935. - 1939.
- Миодраг Лазаревић, краљевски посланик
- Првислав Грисогоно, посланик, 1931. - 1935.
- Алберт Крамер, посланик, 1931.
- Петар Пешић, посланик, 1930. - 1931.
- Бранко Лазаревић, посланик,  1926. - 1929.
- Љубомир Нешић, посланик, 1923. - 1926.
- Богумил Вошњак, посланик, 1921. - 1923.
- Иван Хрибар, посланик, 1919. - 1921.